# Harald Lindvall
Harald Lindvall, född 4 november 1897 i Malmö, död där 27 januari 1984, var en svensk socialdemokratisk kommunalpolitiker. 
Lindvall blev snickare vid Statens Järnvägars huvudverkstad i Malmö 1916 och var direktör för AB Folkets Park i Malmö 1938–1961. Han var ledamot av stadsfullmäktige 1931–1946 och 1951–1966, andre vice ordförande där 1959–1966, tillhörde drätselkammaren och var vice ordförande i valberedningen. Han var ordförande i styrelsen för Malmö stads spårvägar 1941–1948 samt ledamot av sjukvårdsdirektionen/-styrelsen (ordförande 1953–1967) och ordförande i socialvårdsstyrelsen 1965–1967. Tillsammans med Bengt Willert, läkare vid Malmö allmänna sjukhus, tog han 1954 initiativet till Malmö sjuksköterskeskola (inrättad 1956). Lindvall var även ledamot av teaterstyrelsen och konserthusstiftelsen. Han var kommunalråd för  sjukvårds- och socialroteln 1961–1967. 
Lindvall var ledamot av provinsteaterutredningen 1955 och centrala rehabiliteringsberedningen 1962.  Han var även ordförande i Sveriges Kreditbanks lokalstyrelse, styrelseledamot i AB Folkets Park i Malmö, Svenska stadsförbundet och ordförande för dess sjukvårdsdelegation.
År 1985 uppkallades Harald Lindvalls gata i Malmö efter honom.